# Грамадазнаўства
«Грамадазнаўства» (рус. «Обществоведение») — третий сольный студийный альбом белорусского музыканта Лявона Вольского. Стал доступен для прослушивания и бесплатного скачивания в День Воли 25 марта 2014 года на мультилейбле «Пяршак» интернет-журнала 34mag.

## Об альбоме
Это первый за четыре года сольный альбом Лявона Вольского. Записывался в Вильнюсе на студии Ymir Audio. Записью, сведением и аранжировками занимался норвежский саунд-продюсер Снорре Бергеруд. Ранее Лявон обратился к Снорре с предложением сотрудничества и тот ответил согласием, так же изъявив желание полностью продюсировать альбом: заниматься аранжировками и звуком. Таким образом, Снорре записал для каждой песни партии гитары и бас-гитары. На вопрос о том, сложно ли было писать музыку на тексты Вольского, Бергеруд ответил так: «Я не думал о лирике, когда придумывал аранжировки. Я стремился почувствовать эмоцию в голосе и это было моим ориентиром. Лявон присылал песни в весьма минималистичных версиях — вокал и „акустика“ — а я уже создавал музыку, чтобы поддержать мелодию». Другой норвежец, Синдре Скейе, занимался барабанами и перкуссией.
Концепцию и идею альбома Лявон Вольский описал так:

«Наш средний человек не видит вокруг ничего, кроме себя и своих родных-друзей. Он дистанцируется от общества, страны, государства. Он короткими перебежками передвигается из своей норы на работу, в гипермаркет, на дачу. <…> Но нужно понимать, что мы имеем то, что имеем. Это такой нечеловеческий оскал стабильности. И я живу в этой стабильности, наблюдаю её в себе и в других, и это мое обществоведение.»Оригинальный текст (бел.)«Наш сярэдні чалавек не бачыць навокал нічога, апроч сябе і сваіх родных-сяброў. Ён дыстанцуецца ад грамадства, краіны, дзяржавы. Ён кароткімі перабежкамі перасоўваецца са сваёй нары на працу, у гіпермаркет, на дачу. <…> Але трэба разумець, што мы маем тое, што маем. Гэта такі нечалавечы выскал стабільнасці. І я жыву ў гэтай стабільнасці, назіраю яе ў сабе і ў іншых, і гэта маё грамадазнаўства.»

Альбом был презентован и стал доступен для бесплатного прослушивания и скачивания в День Воли 25 марта 2014 года на мультилейбле «Пяршак» интернет-журнала 34mag.net. Поскольку Лявон Вольский входит в негласный список запрещённых в Республике Беларусь музыкантов, живая презентация альбома состоялась за пределами страны. Концертная программа «Vilnia. Volia. Volski» (рус. «Вильня. Воля. Вольский») прошла в Вильнюсе 11 октября 2014 года в Teatro Arena. Программа состояла из 2-х частей. В первой части прозвучали все песни нового альбома, во второй — песни других проектов Лявона (Мроя, N.R.M., Zet). Неожиданностью стало исполнение песни «Вставай» группы Океан Ельзи. В концерте приняли участие и норвежцы, занимавшиеся записью альбома. Также традиционно для крупных белорусских концертов проходящих в Вильнюсе, визы для зрителей из Белоруссии выдавались бесплатно.
На песни из альбома было снято несколько клипов. В начале мая 2014 года появилось видео на песню «Шэрая кроў». В конце апреля 2015 года появился видеоклип на песню «Маё каханьне», где часть материала была снята в песчаных дюнах Куршской косы. В начале лета 2016 года был презентован видеоклип на песню «А хто там ідзе?»
В марте 2016 года Лявон Вольский объявил о начале краудфандинг-кампании по сбору средств на запись нового альбома, который станет идейным продолжением пластинки «Грамадазнаўства». В качестве благодарности имена спонсоров появятся на диске, а некоторые смогут принять участие в съёмках клипа на одну из песен с будущего альбома. Сбор средств проходил на сайте музыканта, где позже появилось сообщение о том, что нужные средства собраны. 15 ноября 2016 года новый альбом под названием «Псіхасаматыка» вышел в свет.

## Список композиций
| №   | Название                                                                                        | Длительность |
| --- | ----------------------------------------------------------------------------------------------- | ------------ |
| 1.  | «Міліцыянты і прастытуткі» (рус. Милиционеры и проститутки)                                     | 2:34         |
| 2.  | «А хто там ідзе?» (рус. А кто там идёт?)                                                        | 2:20         |
| 3.  | «Шэрая кроў» (рус. Серая кровь)                                                                 | 2:42         |
| 4.  | «Бульбашы» (рус. Бульбаши)                                                                      | 2:47         |
| 5.  | «МІРБЭ (Мэлёдыі і рытмы беларускай эстрады)» (рус. МИРБЭ (Мелодии и ритмы белорусской эстрады)) | 2:17         |
| 6.  | «Чужы» (рус. Чужой)                                                                             | 2:21         |
| 7.  | «Ніхто не хацеў паміраць» (рус. Никто не хотел умирать)                                         | 3:25         |
| 8.  | «Краіны няма» (рус. Страны нет)                                                                 | 2:20         |
| 9.  | «Ламай сцэнар!» (рус. Ломай сценарий!)                                                          | 2:38         |
| 10. | «Мэфіста» (рус. Мефисто)                                                                        | 1:52         |
| 11. | «Маё каханьне» (рус. Моя любовь)                                                                | 3:25         |

Вокал, мелодии и тексты — Лявон Вольский.

## Участники записи
- Лявон Вольский — вокал, мелодии и тексты
- Снорре Бергеруд (Snorre Bergerud) — гитара, бас-гитара, аранжировка, запись и сведение
- Синдре Скейе (Sindre Skeie) — барабаны и перкуссия

## Рецензии
«„Грамадазнаўства“ — это воплощенный на современном уровне классический рок-альбом на злобу дня, которых сейчас стало слишком мало. С настоящими эмоциями вместо гипотетических абстракций, эклектичный и органичный одновременно.»
— Дмитрий Безкоровайный, Experty.by

«Одно ощущение, что пластинка будто опоздала с появлением. В нынешнем циничном мире, где панцири из иронии крепко защищают сердца, а любить и жалеть свою страну совсем не „тренд“, такие альбомы не сработают так, как в свое время сработала N.R.M.»Оригинальный текст (бел.)«Адно адчуванне, што плытка быццам спазнілася са з’яўленнем. У цяперашнім цынічным свеце, дзе панцыры з іроніі стала абараняюць сэрцы, а любіць і шкадаваць сваю краіну зусім не „трэнд“, такія альбомы не спрацуюць так, як у свой час спрацавала N.R.M.»
— Егор Цывилько, Experty.by

В плане музыкальной составляющей Александр Чернухо отмечает, что альбом «аскетичен», здесь «грубый саунд, минималистичные аранжировки, упрощенная донельзя мелодика». В свою очередь Анатолий Мельгуй из газеты «Новы Час» видит в этом схожесть с последним альбомом N.R.M. «Д.П.Б.Ч.», где также заметны эксперименты в альтернативном русле.